# Casques blancs (Syrie)
Pour les articles homonymes, voir Casques blancs.
Ne doit pas être confondu avec Forces de la défense civile syrienne.
La Défense civile syrienne (arabe : الدفاع المدني السوري) est une organisation humanitaire de protection civile formée pendant la guerre civile syrienne. Ses membres, dont l'une des tâches principales est de porter secours aux civils après les bombardements, sont couramment désignés sous le nom de Casques blancs.
Les secouristes sont régulièrement les témoins de crimes de guerre. Ils sont délibérément ciblés par les aviations russe et syrienne. L'organisation est victime d'une campagne de désinformation, visant à la discréditer, et ainsi à discréditer les preuves de crimes qu'elle récolte.

## Historique
Des groupes d'hommes et femmes se constituent spontanément pour se rendre utiles à population privée de services publics dans les zones perdues pour le régime. En 2011 et 2012, un groupe d'une vingtaine de jeunes sans expérience se constitue pour porter secours aux blessés et les transporter vers des lieux de soins. Des membres du groupe rencontrent ensuite en Turquie James Le Mesurier, ancien militaire britannique et fondateur de l'ONG Mayday Rescue,. Celui-ci contribue à former les Casques blancs de manière plus structurée.
À l’été 2012, Mounir Moustafa, pompier à Alep, défie l'ordre des autorités de ne pas intervenir alors qu’un incendie ravage un quartier kurde échappant au contrôle du régime, avec son équipe. Ils vont combattre l'incendie puis font aussitôt défection et fondent ensuite le premier centre d’intervention d’urgence d’Alep.
En 2013, la Défense civile syrienne est formée,. 
Dès 2013, la Défense civile syrienne envoie ses volontaires en Turquie pour être formés à la fouille des décombres, l'extraction des survivants et aux premiers secours avec l'aide de l'ONG turque AKUT,, et des experts étrangers de l'ARK (Analysis, Research and Knowledge), une société privée basée à Dubai.
Bien que présente depuis 2013, ce n'est qu'à partir de fin 2014 que la Défense civile syrienne connaîtra une médiatisation mondiale avec l'aide de l'ONG The Syria Campaign, laquelle introduira le surnom de « Casques Blancs ».
Cette organisation est dirigée par Raed Saleh, ancien commerçant en produits électroniques, originaire de Jisr al-Choghour.

## Effectifs
Lors de la création de la Défense civile syrienne, les Casques blancs ne sont qu'une vingtaine. Mais, deux ans et demi plus tard, en juin 2015, leur effectif est de 2 618, de plus de 3 000 à l'été 2016,, de 4 300 en mai 2018 et de 3 922 en juillet 2018. Ce sont des volontaires civils, des professeurs, des boulangers, des ingénieurs, des étudiants, des coiffeurs, des ouvriers ou des commerçants,. Des femmes commencent à intégrer la Défense civile syrienne à partir du milieu de l'année 2014 ,. De 2013 à juillet 2018, les Casques blancs affirment avoir sauvé 105 000 vies,.

## Présence sur le terrain

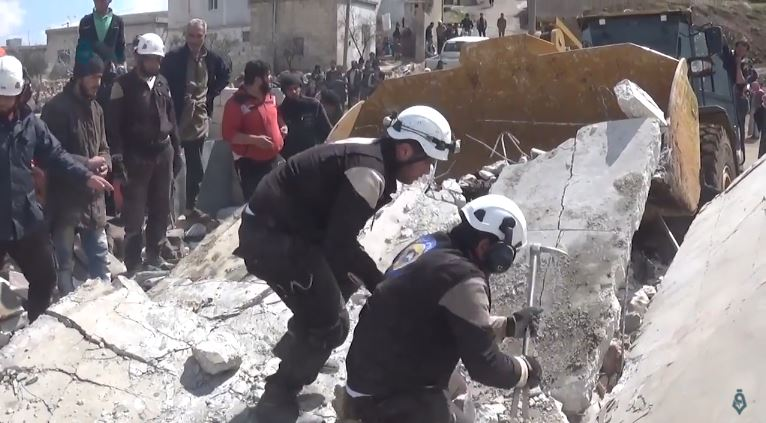
Des casques blancs déblayant des débris dans un village au sud d'Idleb, le 21 mars 2017.

La Défense civile syrienne est exclusivement présente dans les zones tenues par les rebelles, car, malgré ses demandes, le régime syrien refuse de laisser entrer les Casques blancs dans les zones contrôlées par ses propres forces. Dans quelques cas, notamment pendant la bataille d'Alep, des combattants pro-régime ont cependant été secourus par des Casques blancs. La Défense civile syrienne n'est pas non plus présente dans les territoires tenus par l'État islamique, à l'exception de la ville d'Al-Bab.
En septembre 2016, la Défense civile syrienne et 72 autres ONG annoncent qu'elles suspendent leur coopération avec l'ONU pour protester contre la « manipulation des efforts humanitaires » par le régime de Bachar el-Assad.

### Séisme de 2023
Dans le nord-ouest de la Syrie, zone du pays la plus touchée par les séismes du 6 février 2023, l'envoi d'équipes de secours et d'aide humanitaire dans les zones hors du contrôle gouvernemental sont bloquées. Les Casques Blancs sont donc les seuls sauveteurs-secouristes sur place. L'ampleur de la catastrophe surpasse de loin leurs capacités de réponses, et l'organisation appelle à faire parvenir l'aide internationale dans la région,,.

## Financement
La formation et l'équipement des Casques blancs sont financés par les États-Unis, le Royaume-Uni, la France, l'Allemagne, le Danemark, les Pays-Bas, le Canada et le Japon,,,, ainsi que par des dons. L'aide américaine, via l'Agence des États-Unis pour le développement international (USAID), se monte à 23 millions de dollars selon les déclarations en avril 2016 d'un porte-parole du département d'État.
En mai 2018, CBS News annonce que les États-Unis suspendent le financement des Casques blancs. Cependant le 21 octobre 2019, le président américain Donald Trump autorise l'octroi d'une aide de 4,5 millions de dollars pour les Casques blancs.
Le 10 septembre 2018, le journal néerlandais de Volkskrant annonce que le gouvernement des Pays-Bas cesse de subventionner les Casques blancs. Cette décision fait suite à un rapport du ministère des Affaires étrangères, selon lequel le contrôle des activités réelles des Casques blancs est  « en dessous du niveau », de sorte qu'il existe un risque que l'argent qui leur est donné tombe dans les mains de groupes extrémistes ou soit utilisé illégalement, dans le contexte de la défaite de l'opposition politique.

## Récompenses
Le 22 septembre 2016, les Casques blancs sont récompensés par le Right Livelihood Award. La même année, ils sont également nommés au prix nobel de la paix.
En avril 2016, Raed Saleh, le dirigeant de Défense civile syrienne, souhaite se rendre aux États-Unis pour recevoir un prix récompensant son action humanitaire. Ce prix doit être décerné par InterAction, un regroupement de 180 ONG internationales, dont le siège est à Washington. Mais Raed Saleh se voit refuser l'entrée dans le pays. Les autorités américaines qui l'accueillent à l'aéroport de Washington lui signalent que son visa a été annulé. Mark Toner, porte-parole du département d'État des États-Unis, n'a fourni aucun motif à ce refoulement.
En 2016, le film Les Casques blancs, réalisé par Orlando von Einsiedel et diffusé par Netflix reçoit l'Oscar du meilleur court métrage documentaire. Aucun des Casques blancs n'a pas pu recevoir l'Oscar, le département de la Sécurité intérieur américain ayant refusé de leur octroyer un visa.

## Critiques
L'ONG a été décriée pour des actes contestables impliquant certains volontaires et mettant en doute leur impartialité envers des groupes rebelles et djihadistes, comme la célébration par des Casques blancs aux côtés des rebelles de la prise d'Idleb le 28 mars 2015 ; la participation à l'enlèvement du corps et à l'enterrement d'un condamné à mort d'un tribunal rebelle à Haritan, près d'Alep, le 5 mai 2015,, ; l'enlèvement des corps de soldats du régime syrien, ; ou le port d'armes à feu sur des photographies. Dans chaque cas, l'organisation déclare que ces faits sont isolés et que la direction n'en avait pas connaissance, ayant par la suite procédé à l'exclusion des volontaires impliqués, dans « une politique de tolérance zéro concernant les manquements au Code de Conduite et la Déclaration des Principes des volontaires de la Défense Civile Syrienne ». Selon The Guardian, l'implication de volontaires de la Défense civile syrienne dans des incidents isolés est largement montée en épingle à des fins politiques afin de discréditer l'ensemble de l'organisation.

## Attaques contre les Casques blancs
Les Casques blancs se revendiquent neutres lors du conflit et ils ne portent pas d'armes, déclarant « sauver toutes les vies » sans « faire de distinction sur le terrain »,. Pour l'historien Jean-Pierre Filiu, il s'agit effectivement d'un groupe impartial qui vient en aide à tous ceux qui sont affectés par le conflit, quels qu'ils soient.
Mais ils sont accusés par le régime syrien et la Russie de liens avec la rébellion, et sont ciblés délibérément par des frappes aériennes loyalistes syriennes et russes,,,,,,. Le 23 septembre 2016 à Alep, trois des quatre centres de la Défense civile syrienne sont bombardés par les loyalistes ou les Russes et deux des centres sont mis hors de service, forçant les Casques blancs à « limiter leurs interventions, alors même que les besoins explosent ». De 2013 à mars 2019, plus de 260 Casques blancs sont tués en Syrie et environ 500 sont blessés. Ces attaques s'expliquent par la diffusion sur les réseaux sociaux d'images filmées par les Casques blancs lors de leurs opérations de sauvetages.
Pour Firas Fayyad, documentariste syrien, les Casques Blancs étant les premiers sur place après les bombardements sur les civils, ils collectent donc des preuves de crimes de guerre et sont « en mesure de documenter la complicité russe dans le massacre de civils », l'armée russe « leur en voulait et a donc commencé à attaquer les centres des secouristes et à les tuer ».
Les forces aériennes russe et syrienne pratiquent régulièrement ce qui est appelé la « double-frappe » ou « double-coup » (« double-tap » en anglais), et qui consiste à revenir frapper deux fois une même cible à quelques minutes d'intervalle pour viser les secouristes des Casques blancs,,,,,. Des équipes de secours essaient de peindre leurs ambulances pour les camoufler et éviter d'être ciblées. Selon James Le Mesurier, le fait d'attendre moins de 30 minutes pour revenir bombarder le même lieu a pour objectif d'essayer de tuer les secouristes qui sont en train d'essayer de dégager les survivants des décombres.
En décembre 2016, un casque blanc est enlevé à Alep par des forces pro-régime. Le 12 août 2017, sept Casques blancs sont assassinés par balles par des hommes armés dans leur centre de Sarmine, dans le gouvernorat d'Idleb. Des véhicules, du matériel, dont les fameux casques portés par les secouristes sont alors volés. L'AFP indique également que « selon l'OSDH et des militants, l'un des Casques blancs tués était apparu dans une vidéo qui a fait le tour du monde en 2016 : on le voit éclatant en sanglots en tenant dans ses bras une fillette de quatre mois sortie des décombres après un bombardement sur la ville d'Idleb »,,,. Le 10 mars 2018, une première femme casque blanc, nommée Sobhiya al-Assad, trouve la mort pendant le conflit, lors d'un bombardement contre la petite ville de Kafr Sejna, dans le gouvernorat d'Idleb. Le 26 mai 2018, cinq autres Casques blancs sont massacrés par un commando d'hommes armés à Tal Hadya, dans le sud du gouvernorat d'Alep.
Dans la nuit du 21 au 22 juillet 2018, plusieurs centaines de secouristes des Casques blancs (Syrie) et membres de leurs familles, pris au piège au cours de l'offensive de Deraa et menacés par le régime sont évacués par l'armée israélienne en direction de la Jordanie,. Le matin du 22 juillet, l'armée israélienne annonce avoir effectué un « geste humanitaire exceptionnel » en procédant à cette évacuation à la demande des États-Unis et de certains pays européens tandis que les médias d’État syriens évoquent un « scandale », « dénonçant le rôle d’Israël dans l’évacuation comme la preuve que « les Casques blancs collaborent avec les ennemis de la Syrie » ». La Jordanie affirme quant à elle que ces Syriens seront transférés vers le Canada, l'Allemagne et le Royaume-Uni. La France annoncera plus tard accueillir une partie de ces Casques Blancs. Cependant, si la radio de l'armée israélienne annonce initialement avoir évacué 800 personnes, le gouvernement jordanien affirme par la suite que seulement 422 personnes sont arrivées sur son territoire,,. L'évacuation d'un groupe de Syriens s'avère avoir échoué « à cause de la situation sur le terrain » selon ce qu'a confié une source gouvernementale canadienne à l'AFP,. Plus de la moitié des secouristes ayant accepté l'évacuation n'ont pu se rendre à temps sur les lieux, des checkpoints ayant été mis en place rapidement par le régime. La direction des Casques blancs affirme quant à elle que 98 de ses membres ont été évacués avec 324 membres de leurs familles, mais que 650 autres secouristes sont toujours bloqués dans le sud de la Syrie et demandent à être évacués,. Le 26 juillet, le président syrien Bachar el-Assad menace les Casques blancs qu'il présente, comme à son habitude, comme une organisation terroriste : « Ou bien ils rendent les armes dans le cadre de l'amnistie en vigueur depuis quatre ou cinq ans, ou bien ils seront liquidés comme les autres terroristes »,, bien qu'ils ne portent pas d'armes.

## Victimes de propagande complotiste
Dès le départ, la Défense civile syrienne est vivement décriée par le régime d'Assad. Mais à partir de 2015, l'hostilité du régime syrien et de la Russie prend une nouvelle ampleur. En effet, les images des missions de sauvetage, enregistrées à l'origine pour permettre un retour sur expérience lors de formation des sauveteurs, publiées sur internet, dérangent. Les vidéos démentent le récit du régime syrien en montrant que ce sont des civils qui sont visés par les bombardements, et humanisent les victimes aux yeux de l'opinion publique. Ces milliers de vidéos témoignent des destructions et des victimes civiles causées par les bombardements syriens et russes, ce que ces régimes ont toujours démenti,,,,,,,,.
Dès lors, de nombreuses théories du complot sont diffusées par des médias pro-russes comme RT et Sputnik, ainsi que par des sites et des blogs conspirationnistes d'extrême droite ou d'extrême gauche, qui accusent les Casques blancs de liens avec al-Qaïda ou l'État islamique, d'être des espions de la CIA ou encore de produire des mises en scène, notamment après la publication d'images de l'attaque chimique de Khan Cheikhoun et l'attaque chimique de Douma,,,,,,,,,,. Le ministère de la Défense russe accuse à plusieurs reprises les Casques blancs d'être « proche du Front al-Nosra », notamment en portant assistance aux djihadistes blessés, et d'être utilisés par les services de renseignement occidentaux qui seraient à l'origine de sa création, en justifiant ces accusations par la décision des États-Unis de refuser au chef du groupe, Raed Saleh, l'entrée sur le territoire américain en avril 2016. En avril 2018, à la suite de l'attaque chimique de Douma, le général russe Viktor Poznikhir prétend qu'il s'agit d'une « mise en scène organisée par les Casques Blancs »,. Ces accusations sont rejetées par les Casques blancs, ainsi que par des rapports indépendants de l'OIAC et de l'ONU. « Ce dénigrement est ridicule », dit Raed Saleh. « C'est une réaction normale du régime », dit-il. « Le régime accuse des millions de Syriens d'être des terroristes et des extrémistes. Pour le régime, tout ce qui émerge du peuple de manière indépendante est classé comme une organisation extrémiste ». La défense civile admet par ailleurs que ses membres se retrouvent de fait en contact avec des groupes rebelles, puisque l'organisation n'opère que dans les zones qui ne sont pas sous contrôle du régime syrien, puisqu'ils sont visés par les forces gouvernementales et ne peuvent pas accéder aux zones sous contrôle du régime sans danger,. L'ONG affirme avoir proposé d'intervenir dans les zones aux mains du régime syrien, mais que cela lui a été refusé. Raed Saleh déclare : « Nous voulons être présents pour tous les Syriens où qu'ils soient. Si nous recevons des garanties pour notre neutralité et notre sécurité, nous serions heureux de collaborer avec tous en Syrie ».
En novembre 2016, le service Désintox de Libération dénonce une intox contre les Casques blancs : « En cause, une fillette syrienne, sauvée des décombres d’un bombardement à Alep, qui apparaît sur trois photos différentes, chaque fois portée par un homme différent. Il n’en faut pas plus pour qu’un site internet russe, puis des sites francophones de « réinformation » comme Réseau international, Antipresse ou Arrêt sur info, en déduisent qu’il s’agit d’une « manipulation ». Selon eux, la jeune fille a été prise en photo à plusieurs endroits et différents moments, pour « promouvoir l’image des "casques blancs" – ces sauveteurs de jour qui deviennent rebelles islamistes la nuit ». [...] Contacté par Désintox, l’auteur des clichés de l’AFP mis en cause confirme qu’il ne s’agit pas d’une mise en scène. Extraite de l’immeuble effondré par un « casque blanc », la fillette est tout simplement passée de bras en bras. Une méthode très commune lors des opérations de secours à Alep, explique le photographe, surtout lorsqu’il s’agit d’enfants ». Cette fausse information, très partagée dans les milieux d'extrême droite, et par des personnalités qui en sont issues, comme Jean-Yves Le Gallou est démentie par différents médias et réapparait néanmoins. Ces photos ont également été mêlées avec celles d'autres fillettes par Eva Bartlett, désinformation analysée et mise en évidence par plusieurs médias,. Une vidéo de Casques blancs réalisant un « Mannequin Challenge » en novembre 2016 a créé une certaine émotion chez des commentateurs pour sa mise en scène d'événements tragiques, et a également été détournée par les pro-régime comme « preuve » de la mise en scène des vidéos de sauvetage de la Défense civile syrienne. L'ONG supprime la vidéo après s'être excusée et avoir reconnu une « erreur de jugement »,. Les Observateurs de France 24 choisissent le sujet des Casques Blancs pour illustrer leur nouvelle rubrique de lutte contre les intox et publient également une étude en trois parties de toutes les images et vidéos qu'ils ont été en mesure de vérifier car ils estiment que de nombreux internautes les relaient pour tenter de ternir l’image positive de l'ONG, avec des théories d’ordre conspirationniste. Ces campagnes de désinformation sont dénoncées par le rapport « Killing the truth » (« Tuer la vérité »), établi par l'organisation « The Syria Campaign », proche des Casques Blancs, et repris par le Spiegel, soulignant le rôle de blogueurs comme Vanessa Beeley et Eva Bartlett comme acteurs et vecteurs importants de ces campagnes.
Pour Patrick Hilsman, journaliste indépendant qui a couvert le conflit syrien sur le terrain jusqu'en 2015, ces blogueurs qui ont activement participé à des campagnes de dénigrement des Casques Blancs peuvent donner une impression de légitimité parce qu'ils se sont rendus en Syrie pour y faire des « reportages », alors qu'en réalité ils ont été escortés par des gardiens d'un régime avec lequel ils sont trop complaisants. Évoquant le cas de Marie Colvin, il rappelle que les vrais journalistes étrangers qui couvrent le conflit s'exposent à des risques considérables, quand « les blogueuses Vanessa Beeley et Eva Bartlett ont été reçues luxueusement par le gouvernement syrien pour ensuite embrasser sa propagande sans se poser de questions ». Il souligne également que « les discours de Vanessa Beeley et Eva Bartlett ne subsistent qu'en raison de l'impression erronée qui prévaut chez leur audience peu informée qu'aucun autre journaliste n'aurait été sur le terrain en Syrie »,.
En 2017, une conférence du Club suisse de la presse nommée « They don’t care about us », a priori critiquant l'ONG et organisée par Guy Mettan fait l'objet de vives critiques, dont celle de Reporters sans frontières qui demande son annulation, sous peine de quitter elle-même le Club. RSF accuse Guy Mettan d'être « reconnu comme un apologiste du gouvernement de Vladimir Poutine » et qualifie Vanessa Beeley, principale oratrice de l'évènement, de « soi-disant journaliste ».
En avril 2018, la cellule de fact-checking de l'AFP note que des extraits d'un film de propagande intitulé Revolution Man sont recyclés par des sites conspirationnistes de façon à faire croire que les Casques blancs mettraient en scène de toutes pièces des massacres de civils : « Plusieurs sites affirment, photos de tournage à l’appui, que les Casques blancs syriens mettraient en scène des attaques du régime. C’est faux : ces images, qui circulent beaucoup depuis l’attaque chimique présumée sur Douma, proviennent du plateau d’un film dont la réalisation a été soutenue par le régime de Bachar al-Assad ».
Pour l'historienne Marie Peltier, le journaliste Robert Fisk participe à la propagande conspirationniste des partisans de Bachar el-Assad, qui affirment que les Casques blancs eux-mêmes auraient mené l'attaque chimique de Douma, qui participe à une « grosse offensive de propagande » qui suit chaque grand évènement comprenant un risque d'intervention occidentale.
En mai 2018, le service de communication des Casques blancs déclare à France 24, que tous ces reportages « sont le résultat d'une campagne de désinformation intense dans laquelle, tous les jours, de nouvelles allégations sont publiées. L’objectif est de discréditer notre documentation des crimes de guerre russes en Syrie, ce que nous faisons en sauvant les vies de nos compatriotes. L’objectif est aussi de permettre au régime d’Assad et à ses alliés de qualifier nos volontaires de terroristes et les viser mortellement en violation de toutes les conventions internationales. Nous reconnaissons qu’il y a eu de rares incidents isolés pendant nos cinq ans d’activité, concernant un pourcentage négligeable de nos 4 300 volontaires, concernant des violations de notre Code de conduite et de nos valeurs. Nous avons toujours pris des mesures rapides et appropriées pour gérer ces incidents, incluant l’expulsion de volontaires et la coopération avec des institutions judiciaires crédibles en Syrie ».
En mai 2018, l'universitaire Thomas Pierret, chargé de recherche CNRS et à l'Institut de recherches et d’études sur le monde arabe et musulman d'Aix-en-Provence déclare également : « Il existe chez les casques blancs des sympathies générales pour l’opposition […] et des accords pratiques avec les groupes armés. Mais c’est stupide de le leur reprocher […] : on ne peut pas opérer dans ces zones sans accord avec eux […]. Ces quelques cas sont en nombre très faible par rapport à l’ampleur de leurs activités. Ce n’est pas du tout comme si on montrait des casques blancs en train de tuer des enfants, on ne les accuse pas d’atrocités, de transporter des armes pour eux. Ces allégations et ces vidéos sont des bêtises, les Russes ont empoisonné le débat. […] c’est une diversion, une opération de propagande ».
Scott Lucas, journaliste et professeur au Political Science and International Studies de l'université de Birmingham, affirme que cela a un double effet : légitimer les attaques contre eux tout en faisant disparaître les preuves des attaques du régime syrien et de la Russie. Selon lui, attaquer les installations médicales et les premiers secours en les accusant ensuite de terrorisme est une tactique de propagande russe, parce que les premiers intervenants sur les lieux des attaques en Syrie - où il est extrêmement difficile et dangereux pour les journalistes étrangers d'entrer - sont souvent les reporters d'atrocités : « Les forces russes viseraient les hôpitaux et les premiers secours, et la propagande dirait qu'il ne faut pas croire les informations des Casques blancs ou des médecins parce qu'ils sont alignés avec les terroristes. Ils ont alors délibérément bombardé la zone, mais disent que vous ne pouvez pas faire confiance à qui que ce soit ».
Pour Eliot Higgins, fondateur de Bellingcat, « l'effort pour discréditer les Casques blancs » fait partie d'une stratégie clé qui consiste à diaboliser les organisations les mieux placées pour collecter des informations sur les attaques chimiques et autres crimes de guerre.
Bachar el-Assad a lui-même allégué que les Casques Blancs étaient des terroristes et seraient traités comme tels, lors de la bataille de la région de Deraa.
À l'ONU, des diplomates indiquent que la diplomatie russe décrit les Casques blancs comme une « menace » et exige leur renvoi hors de Syrie. « Nous appelons les pays occidentaux à déplacer les Casques blancs de Syrie. Les terroristes devraient être éliminés. Ce n'est pas une bonne idée de les avoir dans une société civilisée », déclare le diplomate, cité par l'envoyé russe.
En janvier 2020, une étude conduite par les chercheurs Tom Wilson et Kate Starbird conclut que les partages à propos des Casques Blancs sur les réseaux sociaux tels Twitter et YouTube jouent un rôle très important dans l'« effort constant de délégitimation ». Selon cette étude comparative, les comptes « anti-Casques Blancs » partagent plus que les Casques Blancs eux-mêmes et les comptes les soutenant. Parmi eux, le compte le plus retweeté est celui de Vanessa Beeley, qui est plus actif et plus partagé que le compte des Casques Blancs. Les comptes influents « anti-Casques Blancs » comprennent six autres journalistes, contributeurs et médias associés à des médias dits « alternatifs » ainsi que trois comptes associés au gouvernement russe, et le média RT. L'étude considère que plusieurs activistes « anti-Casques Blancs » et au moins un activiste « pro-Casques Blancs » sur les réseaux sociaux analysés sont de faux-comptes manipulés par des entités politiques.

## Ukraine
Début 2022, alors que les attaques aériennes se multiplient sur les civils lors de l'invasion de l'Ukraine par la Russie, les Casques blancs publient un communiqué de solidarité envers les civils ukrainiens. Raed el Saleh, responsable de la Défense civile syrienne, affirme que son organisation, forte de ses années d'expérience de sauvetage consécutives aux attaques aériennes de l'aviation russe, est prête à aider les Ukrainiens à organiser les premiers secours pour les victimes des bombardements. Il conseille également aux secours ukrainiens de documenter les crimes de guerre pour la justice,,.

### Documentaires
- Les Casques blancs, réalisé par Orlando von Einsiedel, 2016.
- Casques sur le front, webdocumentaire réalisé par Robin Braquet et Flavian Charuel, 2015, diffusé par France 24, RFI, Courrier international.
- Les Derniers Hommes d'Alep, réalisé par Feras Fayyad, 2017.